# BSD licence
BSD licence su familija dopusnih softverskih licenci. Prvobitno se koristio za Berkeley Software Distribution, juniksoliki operativni sistem po kome je licenca dobila ime. Prva verzija licence je revidirana, i tako dobijene verzije se tačnije nazivaju modifikovane BSD licence.

## Uslovi
Pored izvorne (4-klauzalne) dozvole koja se koristi za BSD, pojavile su se nekoliko derivatnih dozvola koje se obično nazivaju  "BSD licenca". Danas je tipična BSD licenca 3-klauzijska verzija, koja je revidirana iz originalne 4-klauzalne verzija.

### Prethodna licenca
```
Copyright (c) <year> <copyright holder>.
All rights reserved.

Redistribution and use in source and binary forms are permitted
provided that the above copyright notice and this paragraph are
duplicated in all such forms and that any documentation,
advertising materials, and other materials related to such
distribution and use acknowledge that the software was developed
by the <organization>. The name of the
<organization> may not be used to endorse or promote products derived
from this software without specific prior written permission.
THIS SOFTWARE IS PROVIDED ``AS IS'' AND WITHOUT ANY EXPRESS OR
IMPLIED WARRANTIES, INCLUDING, WITHOUT LIMITATION, THE IMPLIED
WARRANTIES OF MERCHANTABILITY AND FITNESS FOR A PARTICULAR PURPOSE.

```

### 4-klauzulna licenca (originalna 'BSD licenca')
```
Copyright (c) <year>, <copyright holder>
All rights reserved.

Redistribution and use in source and binary forms, with or without
modification, are permitted provided that the following conditions are met:
1. Redistributions of source code must retain the above copyright
   notice, this list of conditions and the following disclaimer.
2. Redistributions in binary form must reproduce the above copyright
   notice, this list of conditions and the following disclaimer in the
   documentation and/or other materials provided with the distribution.
3. All advertising materials mentioning features or use of this software
   must display the following acknowledgement:
   This product includes software developed by the <organization>.
4. Neither the name of the <organization> nor the
   names of its contributors may be used to endorse or promote products
   derived from this software without specific prior written permission.

THIS SOFTWARE IS PROVIDED BY <COPYRIGHT HOLDER> ''AS IS'' AND ANY
EXPRESS OR IMPLIED WARRANTIES, INCLUDING, BUT NOT LIMITED TO, THE IMPLIED
WARRANTIES OF MERCHANTABILITY AND FITNESS FOR A PARTICULAR PURPOSE ARE
DISCLAIMED. IN NO EVENT SHALL <COPYRIGHT HOLDER> BE LIABLE FOR ANY
DIRECT, INDIRECT, INCIDENTAL, SPECIAL, EXEMPLARY, OR CONSEQUENTIAL DAMAGES
(INCLUDING, BUT NOT LIMITED TO, PROCUREMENT OF SUBSTITUTE GOODS OR SERVICES;
LOSS OF USE, DATA, OR PROFITS; OR BUSINESS INTERRUPTION) HOWEVER CAUSED AND
ON ANY THEORY OF LIABILITY, WHETHER IN CONTRACT, STRICT LIABILITY, OR TORT
(INCLUDING NEGLIGENCE OR OTHERWISE) ARISING IN ANY WAY OUT OF THE USE OF THIS
SOFTWARE, EVEN IF ADVISED OF THE POSSIBILITY OF SUCH DAMAGE.

```

### 3-klauzulna licenca ("BSD licenca 2.0", "Revidirana BSD licenca", "Nova BSD licenca", ili "Izmenjena BSD licenca")
(Nezvaničan prevod)
```
*Copyright (c) <godina>, <nosilac autorskih prava>
*All rights reserved.
 *
 * Redistribucija i upotreba u izvornom ili binarnom obliku, sa ili bez
 * izmena je dozvoljena pod uslovom da su sledeći uslovi ispunjeni:
 *     * Redistribucija izvornog koda mora zadržati gornju napomenu o autorskim pravima
 *       ovaj spisak uslova i sledeće odricanje.
 *     * Redistribucija u binarnoj formi mora reprodukovati gornju napomenu o 
 *       autorskim pravima, ovaj spisak uslova i sledeće odricanje u dokumentaciji
 *       i/ili drugim materijalima koji idu uz distribuciju.
 *     * Ime nosioca autorskih prava i imena doprinosioca se ne mogu koristiti
 *       za promociju proizvoda izvedenog iz ovog softvera bez napismene dozvole.
 *
 * NOSILAC AUTORSKIH PRAVA I NJEGOVI DOPRINOSIOCI PRUŽAJU OVAJ SOFTVER "KAO TAKAV" I
 * BEZ IKAKVIH IZRIČITIH ILI IMPLICITNIH GARANCIJA, UKLJUČUJUĆI, GARANCIJE PRODAJE ILI 
 * PRIKLADNOSTI ZA ODREĐENU NAMENU. NI U KOM SLUČAJU NOSILAC AUTORSKIH PRAVA NEĆE BITI 
 * ODGOVORAN ZA BILO KAKVE DIREKTNE, INDIREKTNE, SLUČAJNE, SPECIJALNE, TIPIČNE ILI 
 * POSLEDIČNE ŠTETE (UKLJUČUJUĆI, ALI NE OGRANIČUJUĆI SE NA, TREBOVANJE ROBE ILI 
 * USLUGA, GUBITAK DOBITI, PODATAKA, PROFITA ILI PROBLEMA U POSLOVANJU) 
 * BILO KAKO NASTALE I MA KAKO BILO OSNOVA ZA ODGOVORNOST ILI KRIVICU,  
 * (UKLJUČUJUĆI NEMAR ILI DRUGO) ILI NEDOSTATKE BILO KOJE VRSTE A U VEZI 
 * SA SOFTVEROM, NJEGOVOM UPOTREBOM ILI NJEGOVIM FUNKCIONISANJEM.

```

## Kompatibilnost sa vlasničkim softverom
BSD licenca dozvoljava vlasničku komercijalnu upotrebu i uključivanje u vlasnički komercijalni projekat softvera izdatog pod njom. Dela zasnovana na tom softveru mogu se čak izdati pod vlasničkom licencom (ali i dalje moraju ispunjavati uslove licence tog softvera). Neki primeri toga su korišćenje BSD koda vezanog za umrežavanje u Majkrosoftovim proizvodima i korišćenje raznih komponenti -a u operativnom sistemu Mac OS X.

## Spoljašnje veze
- Twenty Years of Berkeley Unix: From AT&T-Owned to Freely Redistributable, Marshall Kirk McKusick, in: Open Sources: Voices from the Open Source Revolution, O'Reilly 1999
- The Amazing Disappearing BSD License
- BSD License Definition – by The Linux Information Project (LINFO)